# South China Morning Post
Il South China Morning Post (SCMP), noto anche come The Post, è un giornale cinese di Hong Kong pubblicato in inglese da SCMP Group, che insieme alla sua edizione domenicale, il Sunday Morning Post, arriva a distribuire 104 000 copie.
Il SCMP è stato fondato da Tse Tsan-tai e da Alfred Cunningham nel 1903.. Il primo numero uscì il 6 novembre 1903. L'alta tiratura che ancora oggi lo contraddistingue è tale fin dall'inizio degli anni duemila.
La proprietà del quotidiano nel dicembre 2015 è passata dall'imprenditore malesiano Robert Kuok, che l'aveva acquistato nel 1993 da Rupert Murdoch, alla società di e-commerce  cinese Alibaba.